# Three Minutes to Earth
Three Minutes to Earth – singel gruzińskiego zespołu The Shin nagrany we współpracy z Mariko Ebralidze, napisany przez jednego z wokalistów grupy, Zazego Miminoszwiliego, i Eugena Eliu'ego, wydany w 2014 roku.
Utwór reprezentował Gruzję podczas 59. Konkursu Piosenki Eurowizji. Zespół zaprezentował go 8 maja podczas drugiego koncertu półfinałowego i zdobyli za niego łącznie 15 punktów, zajmując ostatnie, 15. miejsce w końcowej klasyfikacji i nie kwalifikując się do finału konkursu. Piosenka została tym samym najgorzej ocenioną gruzińską propozycją w historii udziału kraju w konkursie.